# Ikkyū
Ikkyū (一休宗純 Ikkyū Sōjun?,  Kioto, 1394 – 1481) fue un excéntrico monje Zen japonés, importante como poeta y por su influencia en la evolución de la ceremonia japonesa del té. Destacó por su vivaz oposición al celibato, y el ascetismo de sus pares, llegando a exaltar el consumo de alcohol y las relaciones sexuales con amantes, prostitutas y otros monjes, como partes inextricables del camino espiritual.

## Biografía

### Infancia
En 1394, nació en un pequeño suburbio de Kioto. Se dice que fue hijo ilegítimo del Emperador Go-Komatsu. Su madre fue forzada a viajar a Saga, y fue criado por los sirvientes. A la edad de cinco años, fue separado de su madre, e ingresó como monje en el templo de Rinzai Zen, Ankoku-ji. Aprendió cultura y lengua china, parte del currículo en el sistema Gozan Zen. Entre su obra literaria, se considera que parte de su trabajo más interesante es la poesía china. Su primer nombre de religioso fue Shiken.

### Entrenamiento
A sus trece años, entró al templo Kennin-ji, en Kioto, para estudiar el Zen a través de un monje conocido con el nombre de Botetsu. Desde ese momento, Ikkyū comenzó a escribir frecuentemente poesía de una manera no tradicional. Fue crítico con la poesía de su maestro, estaba decepcionado con el estrato social, y con la carencia de la práctica de la meditación Zen en su entorno.
En 1410, abandonó Kennin-ji e ingresó al templo Mibu, donde residía un abad llamado Seiso. Ikkyū no permaneció mucho tiempo y se trasladó al templo Saikin-ji, en la región del lago Biwa, donde fue el único discípulo de un abad llamado Keno. En este lugar, finalmente encuentra un maestro que llenara sus expectativas en la enseñanza del Rinzai Zen. Keno fue esporádico en el estilo de enseñanza, y fue un fuerte creyente en la supremacía de la meditación Zen. Hacia 1414, Keno falleció. Ikkyū realizó los ritos funerarios y ayunó por siete días. En su desesperación, intentó suicidarse arrojándose al Lago Biwa, pero fue sacado por un sirviente de su madre.
Posteriormente, encontró un nuevo maestro llamado Kaso, en Zenko-an, un templo subsidiario del Daitoku-ji. Kaso tenía un estilo similar a Keno. Durante este tiempo, Ikkyū trabajó duro en los kōan, e hizo muñecos para un comerciante local en Kioto.
Hacia 1418, una banda de músicos ciegos ejecutó una pieza en el templo, e Ikkyū se penetró en su koan mientras estaba absorto en la música. Reconociendo su entendimiento, Kaso le otorga el nombre dhármico Ikkyū, que significa “una pausa”.
En 1420, Ikkyū meditaba en un bote en el Lago Biwa. De pronto, el sonido de un cuervo lo estimula al satori. Kaso confirmó esta gran iluminación y le otorgó el inka, un reconocimiento escrito de su iluminación. No obstante, Ikkyū no aceptó esto. Llegó a quemar el inka en presencia de varios testigos, argumentando que lo importante para él no era un trozo de papel, sino la práctica de la iluminación en sí. Posteriormente, Ikkyū se vuelve en contra de los celos de Yoso, un estudiante de mayor categoría del monasterio. En los poemas de Ikkyū, Yoso aparece como un personaje enfermizo obsesionado con los bienes materiales, que era capaz de vender el Zen con el fin de incrementar la prosperidad del templo.

### Mendicidad
Ikkyū era conocido por ser una persona problemática, que acostumbraba a beber en exceso. En algunas oportunidades, fue regañado por Kaso por su accionar. El problema llegó al punto en que Kaso le otorgó el inka a Yoso, y lo hizo su heredero del dharma. Ikkyū abandonó el templo, y vivió gran parte de su vida como un vagabundo. No obstante, no estaba solo. Tuvo un círculo de notables artistas y poetas de la época. En ese período, estableció una relación con una cantante ciega llamada Mori, que se convirtió en el amor de su vida.
Trabajó para practicar el Zen, fuera de las instituciones religiosas formales. Sin embargo, la guerra Ōnin redujo el Daitoku-ji a cenizas, Ikkyū fue elegido abad, rol que asumió sin entusiasmo. Con esta acción, fue incluido en uno de los más importantes linajes del Zen. Hacia 1481, a causa de un resfriado agudo, murió a la edad de 88 años.

## En la cultura popular
Entre 1993 y 1996, la editorial Kodansha publicó Akkanbe Ikkyū (あっかんべェ一休) en Japón, la adaptación manga de la vida de Ikkyū, escrita e ilustrada por Hisashi Sakaguchi. En 2007, fue publicada en España Glénat, con una edición en castellano y otra en catalán, bajo el título Ikkyu.
En la década de los 70, también se hizo un anime basado en su vida, llamado Ikkyū-san, con un total de 296 episodios.